# Кошелєв Василь Іларіонович
Василь Іларіонович Кошелєв (рум. Vasile Coşelev; нар. 12 лютого 1972, Кишинів, Молдавська РСР) — радянський та молдовський футболіст, воротар. Виступав за збірну Молдови.

## Клубна кар'єра
Вихованець кишинівської ДЮСШ, перші тренери — Л. Чубай та В. Карєв. Дорослу футбольну кар'єру розпочав 1989 року в клубі «Тигина» (Бендери), який виступав у Другій лізі СРСР. Того ж року перейшов до іншого друголігового клубу, «Ністру» (Кишинів). У 1990 році перейшов до «Зарі» (Бєльці), а наступного року — до СКА (Одеса).
У 1992 році Кошелєв став гравцем «Буджаку» (Комрат), який виступав у Вищій лізі Молдови. Того ж року разом з командою виграв кубок Молдови. У 1993 році опинився в «Тилігулі» (Тирасполь). Разом з командою двічі ставав віце-чемпіоном Молдови (1993, 1994) та володарем національного кубку (1993, 1994).
На початку 1995 року перейшов у столичний «Зімбру». Разом з командою двічі вигравав національний чемпіонат (1995, 1996). У 1996 року відправився в оренду до «Конструкторула», а в січні 1997 року — до «Спуманте». У другій половині 1997 року повернувся до «Зімбру». Наступного року разом зі столичним клубом виграв національний чемпіонат та кубок країни. У 1999 року разом з «Зімбру» вдруге поспіль виграв чемпіонат Молдови.
У 1999 році перейшов у російський клуб «Крила Рад», за який у чемпіонаті дебютував 3 квітня в виїзному матчі першого туру проти ЦСКА. 2 травня 1999 року в виїзному матчі проти нижньогородського «Локомотива» відбив пенальті від Арсена Авакова. У 2002 році перейшов в «Уралан», в якому провів невдалий сезон; клуб вилетів у Перший дивізіон, а Кошелєв пропустив 36 м'ячів у 21 поєдинку. У 2001 році перейшов у «Содовик», проте після закінчення контракту наприкінці року залишив клуб. У 2002 році грав за вологодське «Динамо», далі виступав за «Локомотив» (Чита). Потім перебував на контракті у «ЦСКА-Рапіді», у футболці якого завершив кар'єру 2010 року.

## Кар'єра в збірній
У національної збірної Молдови Кошелєв дебютував 2 вересня 1994 року в переможному (2:1) товариському поєдинку проти Азербайджану. У 1994—1999 роках у національній збірній зіграв 16 поєдинків.

## Кар'єра тренера
У вересні 2007 року увійшов до тренерського штабу Ігоря Добровольського в збірній Молдови, ставши тренером воротарів. У 2008 році тренував воротарів у «Дачії». А в 2009 році перебрався в «ЦСКА-Рапід». У 2012 році знову призначений тренером воротарів у збірній, в якому пропрацював декілька років.

## Особисте життя
Син Василя Олексій теж професіональний футболіст, воротар збірної Молдови.